# Nonominó
Um nonominó é um poliminó com 9 peças. Pode ter níveis de complexidade maior que simplesmente a sua união para formar uma figura geométrica, por exemplo um jogo de sudoku composto de nove peças, onde além das regras normais daquele jogo de serem preenchidos números de 1 a 9 em todas linhas, colunas e células 3 x 3, também deve ser atendido o mesmo critério dentro de cada peça no nonominó. Existem 1285 nonominós distintos, sendo que 37 destes têm buracos.